# Radkreuz

Das Radkreuz

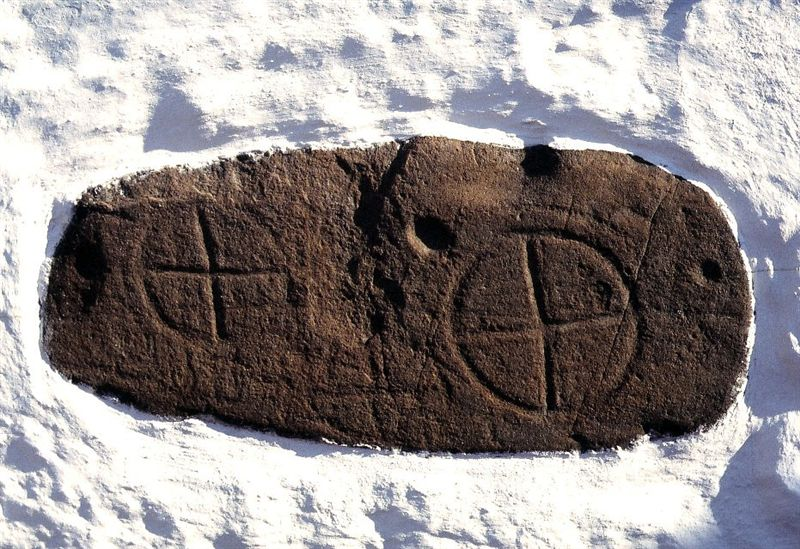
Felsritzungen an der Asnæs Kirke Dänemark; Stein mit Radkreuzen

Das Radkreuz, auch Sonnenkreuz oder Sonnenrad (dänisch Hjulkors), ist ein Motiv der Ikonografie der nordischen Vorzeit. Es ist ein kreisrundes Rad, dessen Speichen ein Kreuz bilden, das den Kreis in vier gleich große Bereiche teilt. Das Motiv tritt als Petroglyphe, wie in den Felsritzungen von Allinge-Sandvig und auf Deckensteinen von Großsteingräbern (Bunsoh, Mechelsdorf 2), zumeist aber auf bronzezeitlichen Fundstücken auf. Einerseits ist das Radkreuz ein Abbild der Sonne bzw. der Sonnenscheibe, andererseits kann es laut dem dänischen Archäologen Flemming Kaul als Symbol für den Tag-Nacht-Zyklus sowie den Zyklus der Jahreszeiten interpretiert werden. In ägyptischen Darstellungen tauchen dem Radkreuz gleichende „Vierspeichenräder“ an Streitwagen auf. Diese Form ist technisch nicht fahrfähig und hat somit lediglich symbolischen Charakter.
Im Mittelalter ist es als Weihekreuz an Kirchengebäuden verwendet worden.

## Das Radkreuz im Europa der Bronzezeit

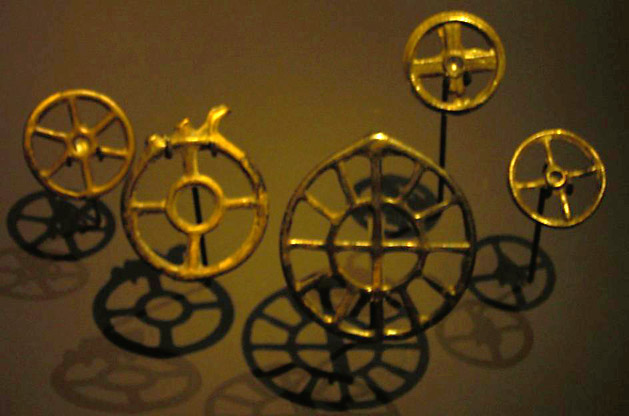
Anhänger in Radform, etwa 1550–1000 v. Chr. (Urnenfelderkultur), im Landesmuseum Zürich

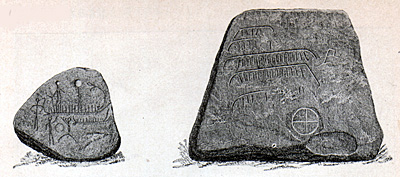
Felsritzungen von Engelstrup und Herrestrup mit deutlichem Radkreuz

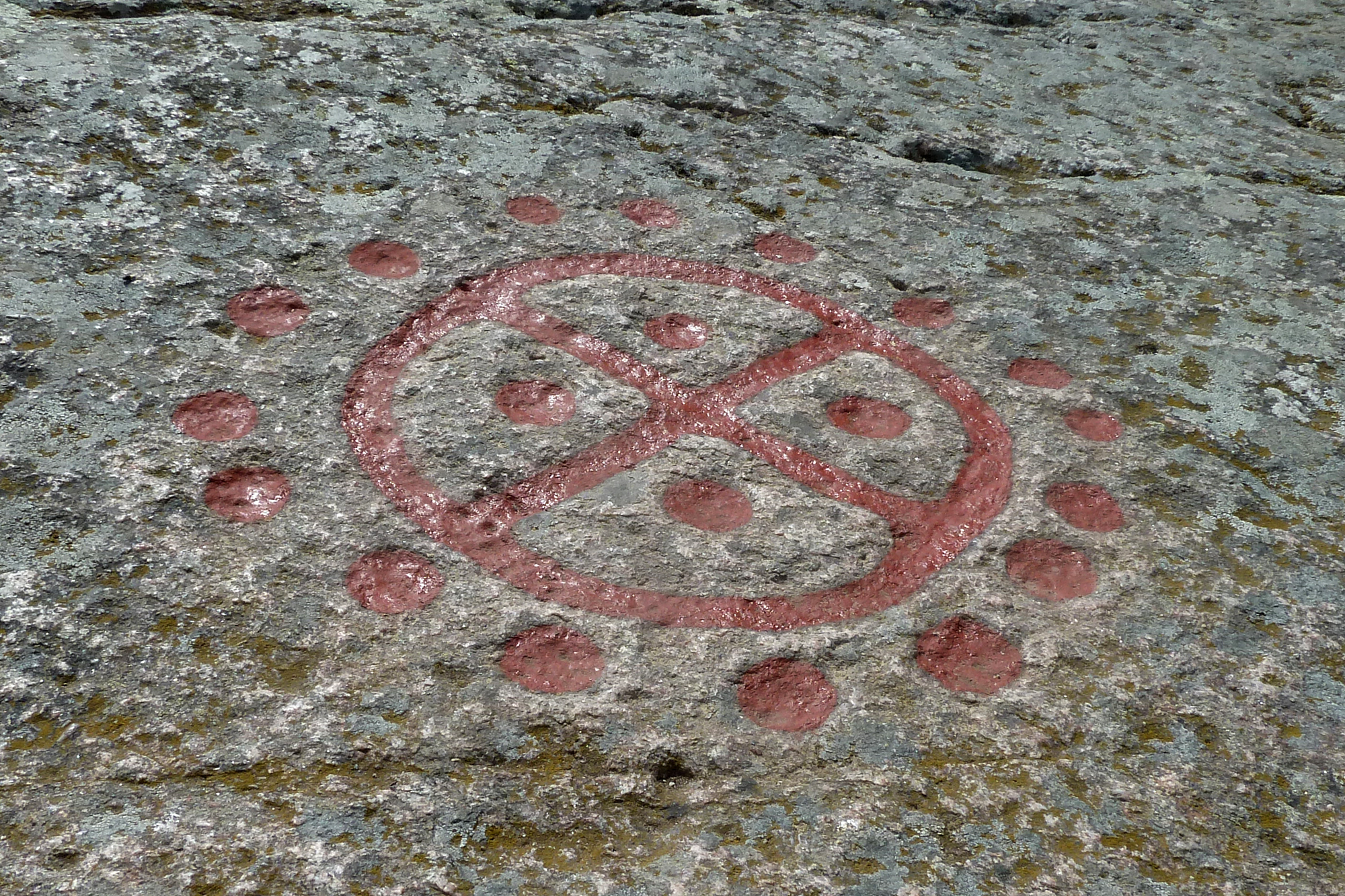
Radkreuz mit Schalengruben bei den Felsritzungen von Allinge-Sandvig

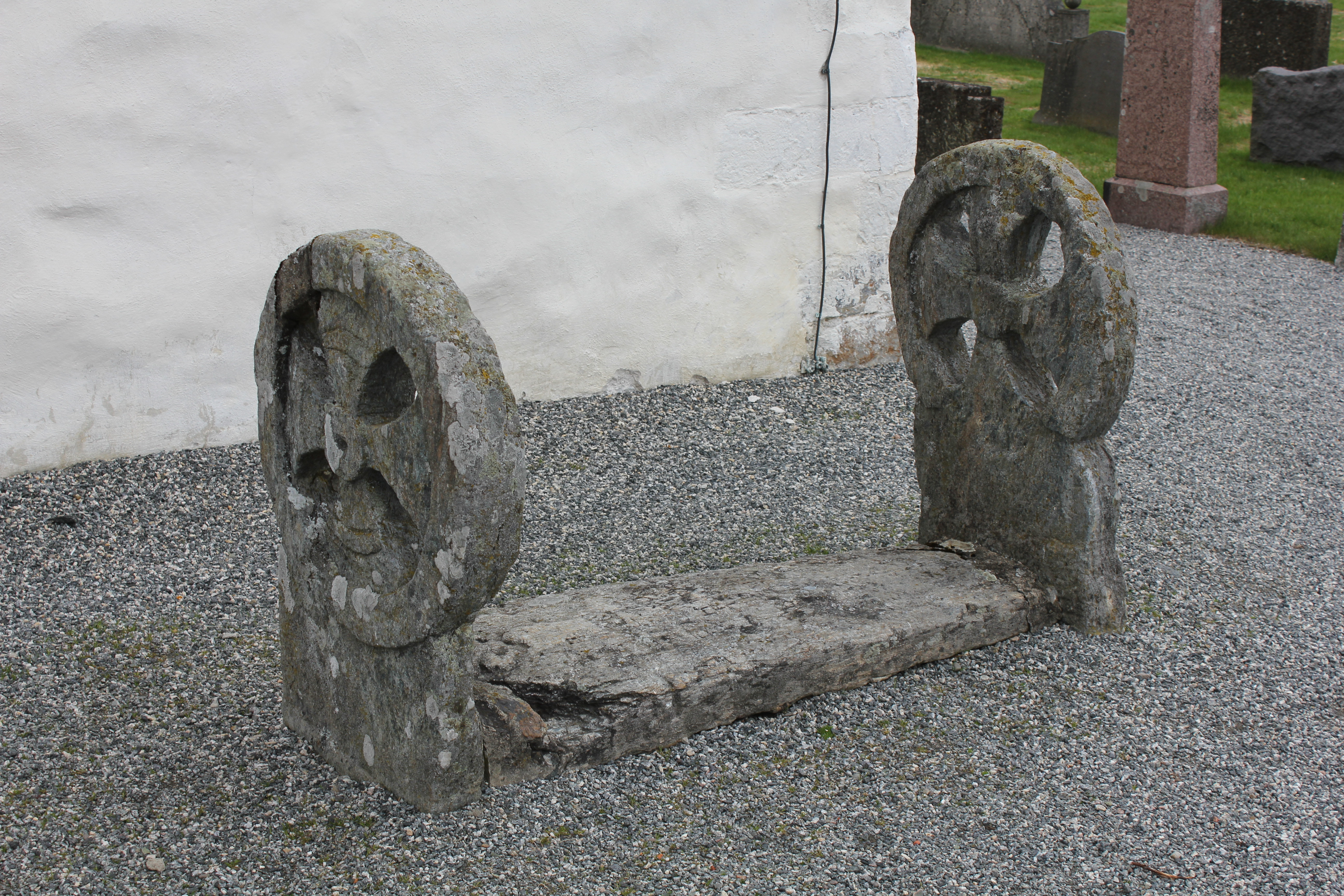
Als Radkreuz bezeichnete Anordnung (von Tatzenkreuzen) an der Sørum kirke von Akershus in Norwegen

Die Darstellung findet sich bei vielen bronzezeitlichen Kultobjekten, so z. B. dem Sonnenwagen von Trundholm oder auf verzierten Rasiermessern aus Bronze, z. B. in Form des Sonnenschiffs.
Radkreuze finden sich besonders in Felsbildern und Steinverzierungen, z. B. auf Bornholm oder Greby. Sie kommen auch als Mittelteil anthropomorpher Darstellungen vor. Radsymbole sind nach Schälchen und Schiffen die größte Bildgruppe der Felsritzungen in Skandinavien. Petroglyphe mit vier, seltener mit acht Speichen finden sich in Dänemark und in Schweden.
In Felsritzungen sind Radkreuze oft auf Sockeln (Sonnenstelen) dargestellt. Da Felsbilder vermutlich realistische Darstellungen von Ritualen sind, kann davon ausgegangen werden, dass in den Zeremonien echte Radkreuze verwendet wurden. Solche sind durch Funde belegt, z. B. durch ein Miniatursonnenbild auf einem Ständer (Dänisches Nationalmuseum) sowie einem Stein in Radkreuz-Form mit vier Schalengruben, der 1999 auf Seeland gefunden wurde.

### Radkreuze in Deutschland

Wappen von Hohenwestedt

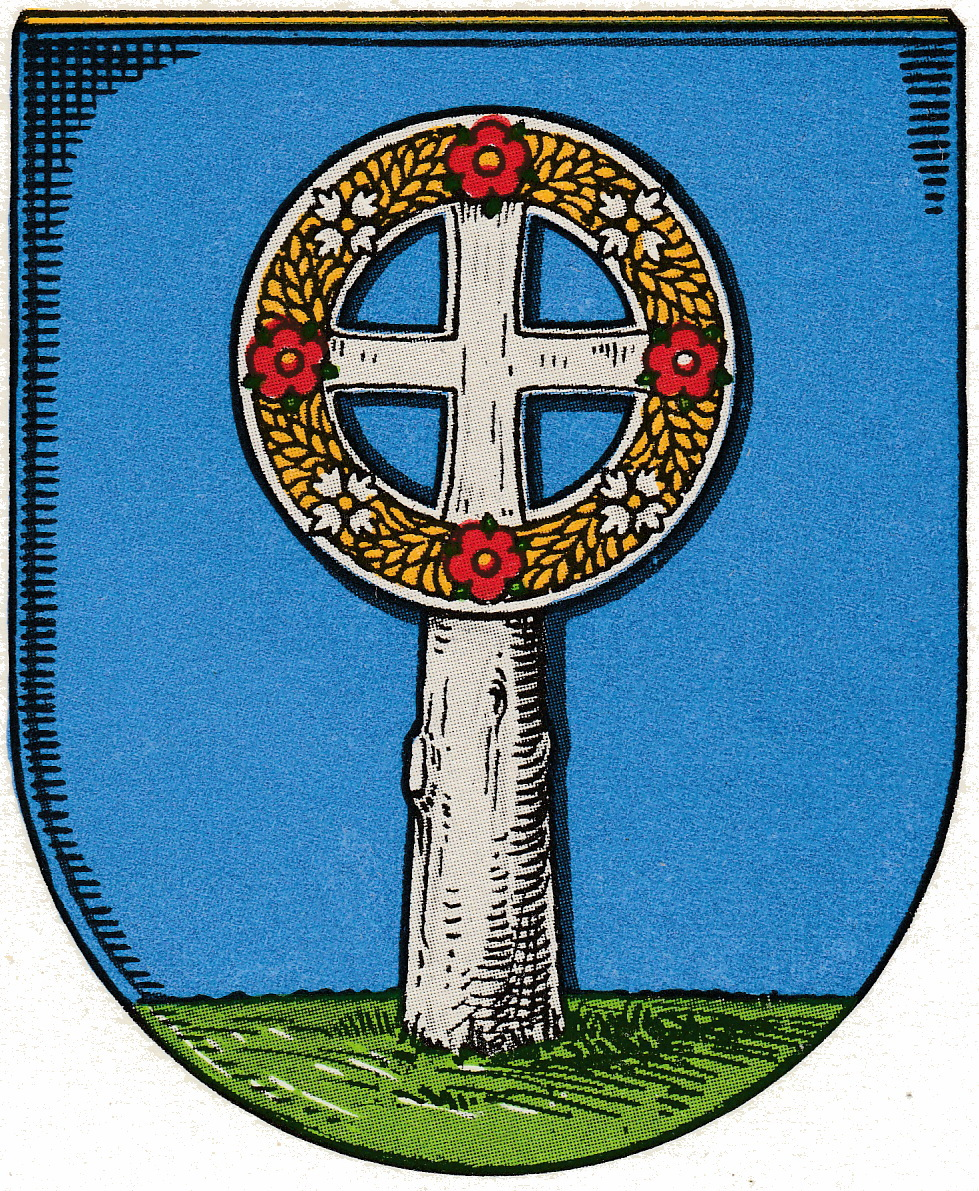
Wappen von Irmenseul

Ein Radkreuz befindet sich auf dem Deckstein des Großsteingrabes von Bunsoh in Schleswig-Holstein.
Findlinge mit entsprechenden Darstellungen sind auch in Mecklenburg-Vorpommern bei Megalithanlagen in der Region um Rerik belegt. Ein etwa 60 kg schwerer Sandstein (0,54 × 0,49 × 0,26 m) wurde von einem Fossiliensammler etwa 1988 am Ostseestrand bei Börgerende-Rethwisch (Landkreis Rostock) in einem Lesesteinhaufen entdeckt. Der Stein gelangte 2013 in das Museum von Rerik.

## Symbolische Bedeutung
In der freien Interpretation des Radkreuzes als Darstellung des zyklischen Laufs der Sonnenbewegung im Tag-Nacht-Rhythmus, stellt die waagerechte Kreuzstrebe die Erde als Scheibe dar. Der obere Halbkreis zeigt damit die Bahn der Sonne am Tag, vom morgendlichen Sonnenaufgang (linker Schnittpunkt) über den Mittag bis zum abendlichen Sonnenuntergang (rechter Schnittpunkt). Der untere Halbkreis stellt die Bahn der Sonne in der Nacht durch die Unterwelt dar. Bei der Übertragung auf den Zyklus der Jahreszeiten ist der Sonnenaufgang mit dem Frühling, der Mittag mit Sommer, der Sonnenuntergang mit dem Herbst und die Mitternacht mit dem Winter gleichzusetzen.

## Neuere Verwendung als Symbol
In der Gegenwart findet das Radkreuz in Abwandlung weiterhin als Symbol Verwendung, z. B. in Neopaganismus, Esoterik und Okkultismus, aber auch bei Gruppierungen mit rassistischer und neonazistischer Ideologie.

### Religiöses Symbol

Symbol der Germanischen Glaubens-Gemeinschaft

Wie die Swastika wird das Radkreuz als Sonnenkreuz von neuheidnischen Gruppen und Organisationen als Repräsentation der Sonne und des Jahreskreislaufs genutzt. So existiert in der Wicca-Religion ein Jahresrad mit vier solaren Festen. In verschiedenen Feuerbräuchen werden Feuerräder, d. h. Radkreuze aus Stroh verwendet.
Der neuheidnische Verein Germanische Glaubens-Gemeinschaft verwendet als Symbol einen Thorhammer vor goldenem Radkreuz auf blauem Grund.
Im Christentum findet es sich als Weihe- oder Apostelkreuz in diversen Kirchen. Veraltet wird es auch als Päpstliches Kreuz bezeichnet, da es bis zur Reformation auch als päpstliches Hoheitszeichen diente. Das heutige Papstkreuz hat jedoch eine andere Form. Im Kloster Memleben (Sterbeort Kaiser Otto des Großen) findet man ein Radkreuz in der Mauer des Ostflügels der Klausur.

### Politisches Symbol

Flagge der Paneuropa-Union

Die europäisch föderalistische Paneuropa-Union verwendet ein rotes Radkreuz (Symbol für die Menschlichkeit) mit gelbem Hintergrund (Symbol für die Aufklärung) in einer blauen Flagge. Nach der Gründung von Europarat und Europäischer Union wurde ein Kreis aus zwölf Sternen hinzugefügt.

Sonnenkreuz der Nasjonal Samling

Die norwegische 1933–1945 bestehende faschistische Partei Nasjonal Samling verwendete ein goldenes Sonnenkreuz auf rotem Hintergrund als Emblem.
Die schwedische 1956–2009 bestehende Neonazi-Partei Nordiska rikspartiet verwendete das schwarze Radkreuz auf roter Flagge.

### Wissenschaftliches Symbol
In der Mathematik ist ⊕ (eingekreistes Pluszeichen, Unicode: U+2295 circled plus sign) das Verknüpfungszeichen für die vektorielle direkte Summe sowie ein gelegentlich verwendetes Verknüpfungszeichen für die logische Kontravalenz.
In der Alchemie ist das dem eingekreisten Pluszeichen ähnliche 🜨 das Symbol für Grünspan („aes viride“, Unicode: U+1F728 alchemistical symbol for verdigris im Block Alchemistische Symbole).
In der Astronomie und Astrologie ist das 🜨 (U+1F728) auch eines der beiden Symbole für die Erde. Die Kreuzachsen stehen hierbei für den Äquator und den Nullmeridian, astrologisch symbolisiert es zusätzlich in der Horoskopzeichnung den Glückspunkt (Pars Fortuna). Von den beiden Erdsymbolen wird dies in der Astronomie häufiger verwendet, das andere (♁, Unicode: U+2641 earth) überwiegend in der Astrologie.

### Sonstige Verwendung
Im englischen Dartmoor gibt es in Stein gehauene Radkreuze, die als Grenzmarken (Boundary marks) gelten.
In der nordafrikanischen Tifinagh-Schrift kommt der Buchstabe ⴲ (Unicode: U+2D32 tifinagh letter yabh; französische Transkription: rt) mit dieser Form vor.
In der  bronzezeitlichen Linearschrift B kommt das Silbenzeichen 𐀏 (Unicode: U+1000F linear B syllable B077 ka) und das Ideogramm 𐃏 (Unicode: U+100CF linear B ideogram B243 wheel) mit dieser Form vor.
Im Alphabetum Kaldeorum ist es ein mögliches Zeichen für den Buchstaben Q, q.